# The Evil Divide
The Dream Calls for Blood – ósmy album studyjny trashmetalowego zespołu Death Angel wydany 27 maja 2016 roku przez wytwórnię Nuclear Blast.

## Lista utworów
Autorami utworów, jeśli nie podano inaczej, są Rob Cavestany i Mark Osegueda.
1. „The Moth” (Cavestany) – 4:38
2. „Cause for Alarm” – 3:22
3. „Lost” – 4:57
4. „Father of Lies” – 5:05
5. „Hell to Pay” – 3:12
6. „It Can't Be This” – 4:16
7. „Hatred United / United Hate” – 5:17
8. „Breakaway” – 4:01
9. „The Electric Cell” – 4:38
10. „Let the Pieces Fall” – 5:47

## Twórcy
| Death Angel - Mark Osegueda – wokal - Rob Cavestany – gitara, wokal, produkcja, miksowanie - Ted Aguilar – gitara - Damien Sisson – gitara basowa - Will Carroll – perkusja Gościnnie - Andreas Kisser – solo gitary (7) - Jason Suecof – solo gitary (2) | Personel - Jason Suecof – produkcja, inżynieria dźwięku, miksowanie - Ronn Miller – inżynieria dźwięku (asystent) - Mauricio Cersosimo – realizacja nagrań (7) - Mauricio Cersosimo – inżynieria dźwięku - Alejandra Luciani – inżynieria dźwięku (asystent) (7) - John Douglass – miksowanie - Ted Jensen – mastering - Bob Tyrrell – projekt okładki - Kristin Gerbert – zdjęcia |